# 小行星16271
小行星16271（16271 Duanenichols）是一颗绕太阳运转的小行星，为主小行星带小行星。该小行星于2000年5月6日发现。

## 轨道参数
小行星16271的轨道半长轴为2.4249174 UA，离心率为0.143。